# Ohlášky
Ohlášky jsou informace o místě a čase dalších bohoslužeb, o připravovaných akcích a jiná oznámení, sdělovaná duchovním či jinou pověřenou osobou ústně při bohoslužbě nebo prostřednictvím vývěsky či internetových stránek náboženské obce (farnosti, sboru).

## Ohlášky snoubenců
Specifický význam mají ohlášky snoubenců neboli svatební ohlášky. V obecném povědomí se pod pojmem ohlášky rozumějí právě ohlášky snoubenců, které jsou oficiální informací o zamýšleném sňatku pro místní společenství věřících a představují jeden ze způsobů zjišťování, zda neexistují překážky uzavření sňatku. Ohlášky byly zavedeny 4. lateránským koncilem, praktikovali je i anglikáni a evangelíci. 
Ohlášky snoubenců se zapisovaly do knihy ohlášek; předepsány byly troje ohlášky (při třech nedělních nebo svátečních mších či bohoslužbách před svatbou), v některých případech však bylo možné požádat na příslušné biskupské konzistoři o dispens a provést všechny tři ohlášky najednou (tzv. "jednou za třikrát"). Ohlášky snoubenců byly předepsány i státním právem (§ 70–82 ABGB). V období komunistického režimu byly ohlášky státní mocí zakázány. Směrnice České biskupské konference z roku 1993 předepisuje jedny ohlášky ústně 14 dnů před svatbou nebo na vývěsce kostela s tím, že v případě vážných důvodů lze od konání svatebních ohlášek dispensovat.
Nekatolické církve v ČR, které před komunistickým režimem ohlášky praktikovaly, již jejich právní závaznost po sametové revoluci ve svých vnitřních církevních předpisech neobnovily.